# 스탠 로럴
아서 스탠리 제퍼슨(영어: Arthur Stanley Jefferson, 1890년 6월 16일 ~ 1965년 2월 23일)은 스탠 로럴(Stan Laurel)이라는 예명으로 활동한 20세기 초 잉글랜드 출신의 코미디언이다. 올리버 하디와 함께 로럴과 하디라는 콤비를 이루어 희극영화에 출연하여 큰 인기를 끌었다. 이 둘은 깡마르고 수줍어하는 로럴과 비대하고 까다로운 하디의 대조를 강조한 우스꽝스러운 행동으로 관중을 웃겨 《극락의 한 쌍》(1931) 등 약 15편의 장편을 포함하여 1945년까지 200여 편의 영화에서 주연을 맡았다.

## 참고 자료
- 스탠 로럴 - 두산세계대백과사전